# إيفان ميخائيلوفيتش سيمونوف
إيفان ميخائيلوفيتش سيمونوف (بالروسية: Иван Михайлович Симонов) (و. 1794 – 1855 م) هو عالم فلك من الإمبراطورية الروسية . ولد في أستراخان .
توفي في قازان، عن عمر يناهز 61 عاماً.

## التعليم
تعلم في جامعة كازان

## مناصب وهيئات
أدار جامعة كازان.

## جوائز
حصل على جوائز منها:
- ترتيب سانت آنا الدرجة الأولى  [لغات أخرى]‏
- وسام القديس فلاديمير من الدرجة الرابعة  [لغات أخرى]‏
- ترتيب القديس ستانيسلاوس من الدرجة الأولى  [لغات أخرى]‏
- وسام القديسة حنة من الدرجة الثانية  [لغات أخرى]‏
- وسام القديس فلاديمير من الدرجة الثالثة  [لغات أخرى]‏.